# Харампуртаркинское
Харампуртаркинское нефтяное месторождение — это нефтяное месторождение, расположенное на территории Пуровского района Ямало-Ненецкого автономного округа Тюменской области. Месторождение находится в 146 километрах к юго-востоку от города Губкинского и в 129 километрах к юго-востоку города Тарко-Сале.. Является самым маленьким месторождением в Ямало-Ненецком автономном округе по извлекаемым запасам нефти. Геологические запасы нефти составляют 174 тысячи тонн и 17 тысяч тонн извлекаемых.

## Открытие
Харампуртаркинское месторождение открыто в 2003 году поисковой скважиной 373Р, при испытании которой из пласта Ю1 получен приток минерализованной воды с нефтью и газом. Общий дебит составил 7,0 м3/сут (дебит нефти 1,75 м3/сут) при забойном давлении 243,4 атм.

## Этимология
Харампуртаркинское месторождение названа в честь реки Харампуртарки, протекающей в 1,5 километрах от скважины-первооткрывательницы. Название реки Харампуртарки с лесного ненецкого языка переводится как приток лиственничной бурлящей.

## Геология
По сейсморазведочным данным мощность мезокайнозойских отложений осадочного чехла составляет 3900-4100 м. Породы фундамента на площади не вскрыты.
На месторождении открыта одна нефтяная залежь в пласте Ю11 (верхнеюрские отложения). Пласт Ю11 представлен песчаниками, алевролитами и аргиллитами. Эффективная нефтенасыщенная толщина коллектора составляет 1,8 м, среднее значение открытой пористости 20 %, коэффициент нефтенасыщенности 50 %. Нефть малосернистая, малосмолистая, парафинистая плотностью 0,816 г/см3. Растворенный газ по составу метановый. Залежь нефтяная массивная. Размеры залежи 2,5 × 1,1 км, высота 5 м.